# Джеймс Коттон (баскетболіст)
Джеймс Веслі Коттон (англ. James Wesley Cotton, нар. 14 грудня 1975, Лос-Анджелес, Каліфорнія, США) — американський професійний баскетболіст, що грав на позиції атакувального захисника за команду НБА «Сіетл Суперсонікс».

## Ігрова кар'єра
На університетському рівні грав за команду Лонг Біч Стейт (1993–1997). 
1997 року був обраний у другому раунді драфту НБА під загальним 32-м номером командою «Денвер Наггетс». Проте професіональну кар'єру розпочав 1997 року виступами за «Сіетл Суперсонікс», куди був обміняний відразу після драфту. Захищав кольори команди із Сіетла протягом 2 сезонів.
12 серпня 1999 року разом з Герсі Гокінсом був обміняний до «Чикаго Буллз» на Брента Баррі, але невдовзі був відрахований з команди.